# Lewis Oliva
Lewis Oliva (* 23. August 1992 in Devauden, Monmouthshire) ist ein ehemaliger walisischer Bahnradsportler.

## Sportliche Laufbahn
2012 wurde Lewis Oliva britischer Meister im Teamsprint, gemeinsam mit David Daniell und Peter Mitchell, sowie Vizemeister im Sprint.
Bei den UEC-Bahn-Europameisterschaften 2012 im litauischen Panevėžys errang Oliva gemeinsam mit Matthew Crampton und Callum Skinner die Bronzemedaille im Teamsprint und wurde Sechster im Keirin. 2014 gewann er mit Philip Hindes, Jason Kenny und Callum Skinner den nationalen Titel im Teamsprint erneut, im Keirin belegte er Rang drei. Im Halbfinale des Sprint-Wettbewerbs kam Oliva zu Fall, er erlitt Verbrennungen und hatte rund 100 Holzsplitter im Körper. Trotz dieser Verletzungen wurde er für die UEC-Bahn-Europameisterschaften 2014 nominiert, wo er mit Skinner und Crampton Rang sechs im Teamsprint belegte.
2014 wurde Oliva mit Philip Hindes, Kenny und Skinner britischer Meister im Teamsprint, 2015 im Sprint, 2017 und 2018 im Keirin. Bei den Commonwealth Games 2018 errang in dieser Disziplin die Silbermedaille. 
Im Oktober 2018 erklärte Oliva seinen Rücktritt vom Radsport, um sein Medizinstudium zu verfolgen. Zuvor schon hatte er an der Open University Philosophie studiert. Er ist verheiratet mit der früheren Radsportlerin Ciara Horne.

## Erfolge
2012
- Europameisterschaft – Teamsprint (mit Matthew Crampton und Callum Skinner)

2014
- Britischer Meister – Teamsprint (mit Philip Hindes, Jason Kenny und Callum Skinner)

2015
- Britischer Meister – Sprint

2017
- Britischer Meister – Keirin

2018
- Commonwealth Games – Keirin
- Britischer Meister – Keirin

## Teams
- 2012 Welsh Cycling Team
- 2017 Team Usn